# KrAZ Hulk
KrAZ Hulk — многоцелевая бронемашина c V-образным днищем на базе КрАЗ-5233ВЕ, разработанная ХК «АвтоКрАЗ» и выпущенная Кременчугским автомобильным заводом.

## История
Бронемашина была впервые представлена 23 сентября 2016 года на заводском полигоне Кременчугского автозавода, 10 октября 2016 года демонстрационный образец был официально представлен на проходившей в Киеве оружейной выставке «Зброя та безпека-2016».
30 марта 2017 генеральный директор «АвтоКрАЗ» Р. А. Черняк сообщил в интервью, что бронемашина «Халк» не вызвала интереса у заказчиков на Украине, но компания-производитель рассматривает возможность их производства на экспорт, и для прохождения предконтрактных испытаний «Халк» направлен в одну из стран Юго-Восточной Азии.
В дальнейшем, бронемашина была включена в перечень вооружения и бронетехники, предлагаемых на экспорт государственной компанией «Спецтехноэкспорт».

## Конструкция
Бронемашина имеет бескапотную компоновку с передним расположением двигателя и отделения управления, в средней и кормовой части машины расположено десантное отделение. Экипаж машины состоит из двух человек, предусмотрена возможность перевозки нескольких пехотинцев. Сиденья десанта выполнены складными, что позволяет использовать десантное отделение в качестве грузового отсека.
Корпус бронемашины сварной, изготовлен из стальных броневых листов. Стёкла многослойные пуленепробиваемые.
В верхней части бортов десантного отделения расположены амбразуры для ведения огня из стрелкового оружия (по четыре с каждой стороны). В корме корпуса расположена дверь для посадки и высадки десанта, в створке которой имеется амбразура для ведения стрельбы. В крыше десантного отсека имеется люк.
Машина оборудована двумя топливными баками (объём каждого бака составляет 165 литров).
Двигатель дизельный, трансмиссия механическая девятиступенчатая.
Шины 445/65R22,5 с внутренними пулестойкими вставками «Runflat system».